# 湖南湘涛足球俱乐部2024赛季
2024赛季的湖南湘涛队是中国足球乙级联赛的成员。2024赛季湖南湘涛队主要参加中乙联赛和中国足协杯比赛。这一赛季为湖南湘涛建队18周年。

## 赛季介绍
1月29日，中国足协公布了2024赛季三级职业联赛准入球队名单，湖南湘涛名列其中。通过准入后，球队随即开启集训，吸引了大量球员前来试训。3月9日，湖南湘涛官宣了新赛季的球衣设计，球衣继续采用娄底体育品牌——茵浪体育的球衣，球衣图案完全由球迷自主设计。3月16日，2024赛季中乙联赛第一阶段赛程公布。3月23日，湖南湘涛在首场比赛中客场0比1不敌广东广州豹。3月31日，湖南湘涛在客场2比2战平上海海港B队，拿到了2024赛季首个积分。4月6日，湖南湘涛在首个主场1比0击败泉州亚新，迎来2024赛季首胜。4月21日，湖南湘涛在足协杯第二轮客场4比0击败长乐金刚腿，但在第三轮主场0比3不敌中甲球队石家庄功夫。从4月16日至5月12日，湖南湘涛在中乙、足协杯两条战线上迎来“五连胜”，这是球队自2011赛季后的首次“五连胜”。5月25日，湖南湘涛在3比0领先的大好形势下，最后时刻被深圳青年人3比3扳平，遭遇了球迷赛后的批评与质疑，认为存在消极比赛行为。6月1日，红辣椒、湘军、湘魂、高校联盟、涛迷群等球迷组织（团体）发布联合声明，宣布6月2日主场对战广东广州豹的比赛暂停助威一整场，最终湖南湘涛主场0比1告负。7月27日，中乙第一阶段结束，湖南湘涛以8胜6平4负积30分的成绩，晋级第二阶段冲甲组。8月9日，第二阶段冲甲组赛程公布。8月31日，湖南湘涛主场3比1击败山东泰山B队，取得冲甲组首胜。9月13日，湖南湘涛足球俱乐部股权发生变更，原持股人钟发平、伍凤梅（均为湖南科力远新能源股份有限公司负责人）退出，深圳兴睿信息科技有限公司100%持股湖南湘涛足球俱乐部。9月28日，湖南湘涛主场1比0力克陕西联合，赛前，湘陕两地球迷在场外发生冲突。10月21日，中乙第二阶段收官，湖南湘涛总成绩10胜11平7负积41分排名中乙第8名，这是2017赛季重回中乙以来的最好成绩。